# Juancho Hernangómez
Juan Alberto "Juancho" Hernangómez Geuer (Madrid, 28 de setembro de 1995) é um jogador espanhol de basquete profissional que atualmente defende o Panathinaikos na Liga de basquete da Grécia.
Ele começou a carreira jogando pelo Estudiantes da Liga ACB e foi selecionado como a 15º escolha geral pelo Denver Nuggets no draft da NBA de 2016.
Ele co-estrelou o filme de basquete da Netflix, Hustle, ao lado de Adam Sandler.

## Início de carreira
Hernangómez começou a jogar basquete em 2007 nas divisões de base do CB Las Rozas. Ele se juntou a um time juvenil do Real Madrid e jogou com a equipe até se mudar para o Majadahonda pelos anos seguintes.

## Carreira profissional

### Estudantes (2012–2016)
Em 2012, Hernangómez assinou seu primeiro contrato profissional com o Estudiantes e competiu com sua segunda equipe até 2014, quando foi promovido à equipe principal.
Na temporada de 2015-16, Hernangómez teve médias de 9,7 pontos e 5,7 rebotes em 34 jogos. Posteriormente, ele foi nomeado o vencedor do Prêmio ACB de Melhor Jovem Jogador.

### Denver Nuggets (2016–2020)
Em 26 de abril de 2016, Hernangómez foi nomeado na lista internacional de candidatos antecipados para o draft da NBA de 2016. Ele foi selecionado pelo Denver Nuggets com a 15ª escolha geral. Em 9 de agosto de 2016, ele assinou um contrato de 4 anos e 9.5 milhões com os Nuggets.
Em 4 de janeiro de 2017, ele foi designado para o Sioux Falls Skyforce da G-League. Após ele jogar um jogo pelo Skyforce, ele foi chamado pelos Nuggets.
Em 13 de fevereiro de 2017, ele registrou 27 pontos e 10 rebotes na vitória por 132-110 sobre o Golden State Warriors. Ele acertou seis cestas de três pontos contra os Warriors para ajudar os Nuggets a empatar um recorde da NBA de 24 cestas de três pontos.
No início da temporada de 2017-18, Hernangomez foi diagnosticado com mononucleose, e como resultado, só jogou em 25 jogos durante seu segundo ano.

### Minnesota Timberwolves (2020–2021)
Em 5 de fevereiro de 2020, Hernangómez foi negociado com o Minnesota Timberwolves. Ele teve um desentendimento com a diretoria dos Timberwolves sobre sua decisão de proibi-lo de participar dos Jogos Olímpicos de 2020.

### Boston Celtics (2021–2022)
Em 25 de agosto de 2021, Hernangómez e Jarrett Culver foram negociados com o Memphis Grizzlies em troca de Patrick Beverley. Em 15 de setembro, ele foi negociado com o Boston Celtics em troca de Kris Dunn e Carsen Edwards.

### San Antonio Spurs (2022)
Em 19 de janeiro de 2022, Hernangómez foi negociado com o San Antonio Spurs em uma troca de três times que também envolveu o Denver Nuggets.

### Utah Jazz (2022)
Em 9 de fevereiro de 2022, Hernangómez foi negociado com o Utah Jazz em uma troca de três times. Em 30 de junho, ele foi dispensado pelo Jazz.

### Toronto Raptors (2022–presente)
Em 27 de julho de 2022, Hernangómez assinou um contrato mínimo de veterano de um ano com o Toronto Raptors.

## Carreira na seleção
Em 2013, Hernangómez competiu no EuroBasket Sub-18 na Letónia pela seleção espanhola. Nos dois anos seguintes, ele disputou o EuroBasket Sub-20.
Sua estreia na seleção espanhola principal foi no EuroBasket de 2017. Hernangomez teve médias de 8,4 pontos e 5,9 rebotes em 19,7 minutos. A Espanha terminou em terceiro lugar, ganhando a medalha de bronze.
Hernangómez e a Espanha conquistaram uma surpreendente medalha de ouro no EuroBasket de 2022. Na final contra a França, Hernangómez marcou 27 pontos para levar a Espanha a uma vitória convincente. Ele foi o terceiro da equipe na média de pontuação (12,8) e rebotes (5,0). Seu irmão, Willy, também estava no time e ganhou o prêmio de MVP do torneio.

## Estatísticas da carreira

### NBA

#### Temporada regular
| Ano      | Equipe      | PJ  | PT | MPJ  | AP   | 3P   | LL   | RT  | AS  | BR  | TO | PPJ  |
| -------- | ----------- | --- | -- | ---- | ---- | ---- | ---- | --- | --- | --- | -- | ---- |
| 2016–17  | Denver      | 62  | 9  | 13.6 | .451 | .407 | .750 | 3.0 | .5  | .5  | .2 | 4.9  |
| 2017–18  | Denver      | 25  | 3  | 11.1 | .387 | .280 | .833 | 2.2 | .5  | .2  | .1 | 3.3  |
| 2018–19  | Denver      | 70  | 25 | 19.4 | .439 | .365 | .767 | 3.8 | .8  | .4  | .3 | 5.8  |
| 2019–20  | Denver      | 34  | 0  | 12.4 | .345 | .250 | .640 | 2.8 | .6  | .1  | .1 | 3.1  |
| 2019–20  | Minnesota   | 14  | 14 | 29.4 | .453 | .420 | .609 | 7.3 | 1.3 | 1.0 | .3 | 12.9 |
| 2020–21  | Minnesota   | 52  | 6  | 17.3 | .435 | .327 | .619 | 3.9 | .7  | .4  | .1 | 7.2  |
| 2021–22  | Boston      | 18  | 0  | 5.3  | .185 | .167 | .667 | 1.4 | .2  | .2  | .1 | 1.1  |
| 2021–22  | San Antonio | 5   | 0  | 10.2 | .333 | .000 | .750 | 3.0 | .6  | .2  | .2 | 1.4  |
| 2021–22  | Utah        | 17  | 9  | 17.5 | .507 | .438 | .476 | 3.5 | .8  | .4  | .5 | 6.2  |
| Carreira | Carreira    | 297 | 66 | 15.1 | .392 | .294 | .678 | 3.4 | .6  | .3  | .2 | 5.1  |

#### Playoffs
| Ano      | Equipe   | PJ | PT | MPJ | AP   | 3P   | LL   | RT  | AS | BR | TO | PPJ |
| -------- | -------- | -- | -- | --- | ---- | ---- | ---- | --- | -- | -- | -- | --- |
| 2019     | Denver   | 5  | 0  | 2.9 | .333 | .500 | .000 | .6  | .0 | .0 | .0 | .6  |
| 2022     | Utah     | 6  | 0  | 9.3 | .278 | .333 | —    | 2.0 | .8 | .3 | .0 | 2.3 |
| Carreira | Carreira | 11 | 0  | 6.1 | .305 | .416 | .000 | 1.3 | .4 | .1 | .0 | 1.4 |

Fonte:

## Filmografia
| Ano  | Filme  | Personagem |
| ---- | ------ | ---------- |
| 2022 | Hustle | Bo Cruz    |

## Vida pessoal
A família de Hernangómez é composta por ex-jogadores de basquete. Seu irmão mais velho, Willy, atualmente joga pelo New Orleans Pelicans. Sua mãe, Margarita Geuer Draeger, foi jogadora de basquete e venceu o EuroBasket Feminino de 1993. Seu pai também jogou pelo Real Madrid e Estudiantes, e sua irmã mais nova atualmente joga pelo time juvenil do Estudiantes.